# Фреденберг (тауншип, Миннесота)
Фре́денберг (англ. Fredenberg) — тауншип в округе Сент-Луис, Миннесота, США. На 2000 год его население составило 1156 человек.

## География
По данным Бюро переписи населения США площадь тауншипа составляет 93,0 км², из которых 65,8 км² занимает суша, а 27,2 км² — вода (29,21 %).

## Демография
По данным переписи населения 2000 года здесь находились 1156 человек, 439 домохозяйств и 352 семьи. Плотность населения — 17,6 чел./км². На территории тауншипа расположено 583 постройки со средней плотностью 8,9 построек на один квадратный километр. Расовый состав населения: 98,70 % белых, 0,35 % коренных американцев, 0,17 % азиатов, 0,17 % — других рас США и 0,61 % приходится на две или более других рас. Испанцы или латиноамериканцы любой расы составляли 0,52 % от популяции тауншипа.
Из 439 домохозяйств в 32,6 % воспитывались дети до 18 лет, в 74,5 % проживали супружеские пары, в 3,0 % проживали незамужние женщины и в 19,8 % домохозяйств проживали несемейные люди. 13,9 % домохозяйств состояли из одного человека, при том 4,1 % из — одиноких пожилых людей старше 65 лет. Средний размер домохозяйства — 2,63, а семьи — 2,90 человека.
23,0 % населения — младше 18 лет, 5,8 % — в возрасте от 18 до 24 лет, 29,4 % — от 25 до 44, 33,4 % — от 45 до 64, и 8,4 % — старше 65 лет. Средний возраст — 41 год. На каждые 100 женщин приходилось 108,7 мужчин. На каждые 100 женщин старше 18 приходилось 112,4 мужчин.
Средний годовой доход домохозяйства составлял 58 750 долларов, а средний годовой доход семьи — 67 656 долларов. Средний доход мужчин — 42 383 доллара, в то время как у женщин — 28 611. Доход на душу населения составил 25 536 долларов. За чертой бедности находились 0,8 % семей и 3,2 % всего населения тауншипа, из которых 2,6 % младше 18 и 2,0 % старше 65 лет.